# Riccardo Stacchiotti
Riccardo Stacchiotti (Recanati, 8 de noviembre de 1991) es un ciclista italiano que fue profesional entre 2014 y 2021.

## Palmarés
2015
- Tour de Hokkaido, más 2 etapas

2018
- 1 etapa del Tour de Bihor
- 1 etapa del Gran Premio Nacional 2 de Portugal
- 2 etapas de la Vuelta a Portugal

2019
- 1 etapa del Giro de Sicilia[2]
- 1 etapa del Tour de Sibiu[3]

## Resultados en Grandes Vueltas
| Carrera | Carrera         | 2014 | 2015  | 2016  | 2017 | 2018 | 2019 | 2020 | 2021 |
| ------- | --------------- | ---- | ----- | ----- | ---- | ---- | ---- | ---- | ---- |
|         | Giro de Italia  | —    | 152.º | 155.º | —    | —    | —    | —    | —    |
|         | Tour de Francia | —    | —     | —     | —    | —    | —    | —    | —    |
|         | Vuelta a España | —    | —     | —     | —    | —    | —    | —    | —    |

—: no participa

Ab.: abandono